# Toulouzette
Toulouzette is een gemeente in het Franse departement Landes (regio Nouvelle-Aquitaine) en telt 269 inwoners (1999). De plaats maakt deel uit van het arrondissement Dax.

## Geografie
De oppervlakte van Toulouzette bedraagt 11,2 km², de bevolkingsdichtheid is 24,0 inwoners per km².
De onderstaande kaart toont de ligging van Toulouzette met de belangrijkste infrastructuur en aangrenzende gemeenten.

## Demografie
Onderstaande figuur toont het verloop van het inwonertal (bron: INSEE-tellingen).